# حلوای کاسه
حلوای کاسه نام یکی از غذاهای شیراز می‌باشد. این غذا بیشتر در مراسم‌هایی مانند جشن و عزاداری به مصرف می‌رسد.
برای تهیه این غدا به آرد برنج، آرد سفید، گلاب دو شیشه، زعفران، زرده تخم مرغ، روغن، شکر و خلال بادام احتیاج است.